# Helen Bevington
Helen Bevington (ur. 1906, zm. 2001) – amerykańska uczona, pisarka i poetka.

## Życiorys
Helen Smith Bevington urodziła się w 1906 roku w miejscowości Afton w stanie  Nowy Jork. Była córką metodystycznego pastora Charleya Smitha. Wychowała się w pobliskim Worcester. Na przedmiot swoich studiów wybrała początkowo filozofię. W połowie lat dwudziestych uzyskała bakalaureat na Uniwersytecie Chicago. Edukację w zakresie literatury angielskiej kontynuowała na Columbia University. Wtedy też poznała swojego męża Merlego M. Bevingtona. Państwo Benington pobrali się w 1928. Małżonkowie osiedli w Durham w Karolinie Północnej, gdzie oboje zaczęli pracować na Duke University. Uczona przeszła na emeryturę w 1976. Miała dwóch synów, Davida Martina Bevingtona, który został szekspirologiem, i Filipa, który zmarł w 1980 roku. Mąż poetki zmarł w 1964 roku. Helen Bevington zakończyła życie 16 marca 2001 roku w Chicago w wieku dziewięćdziesięciu lat.

## Twórczość
Helen Smith Bevington opublikowała dwanaście książek. Pisała poezje, prozę i eseje. Tworzyła również poezję niepoważną dla The New Yorker, The Atlantic Monthly i The New York Times Book Review. Niektóre z jej książek mają charakter autobiograficzny. Jej najbardziej znaną pozycją jest kontrowersyjna opowieść Charley Smith's Girl, wydana w 1965 roku. Mówi ona o rozwodzie rodziców pisarki spowodowanym skłonnością wielebnego Smitha do romansów z parafiankami. Była ona nominowana do Nagrody Pulitzera.